# Řád sekery

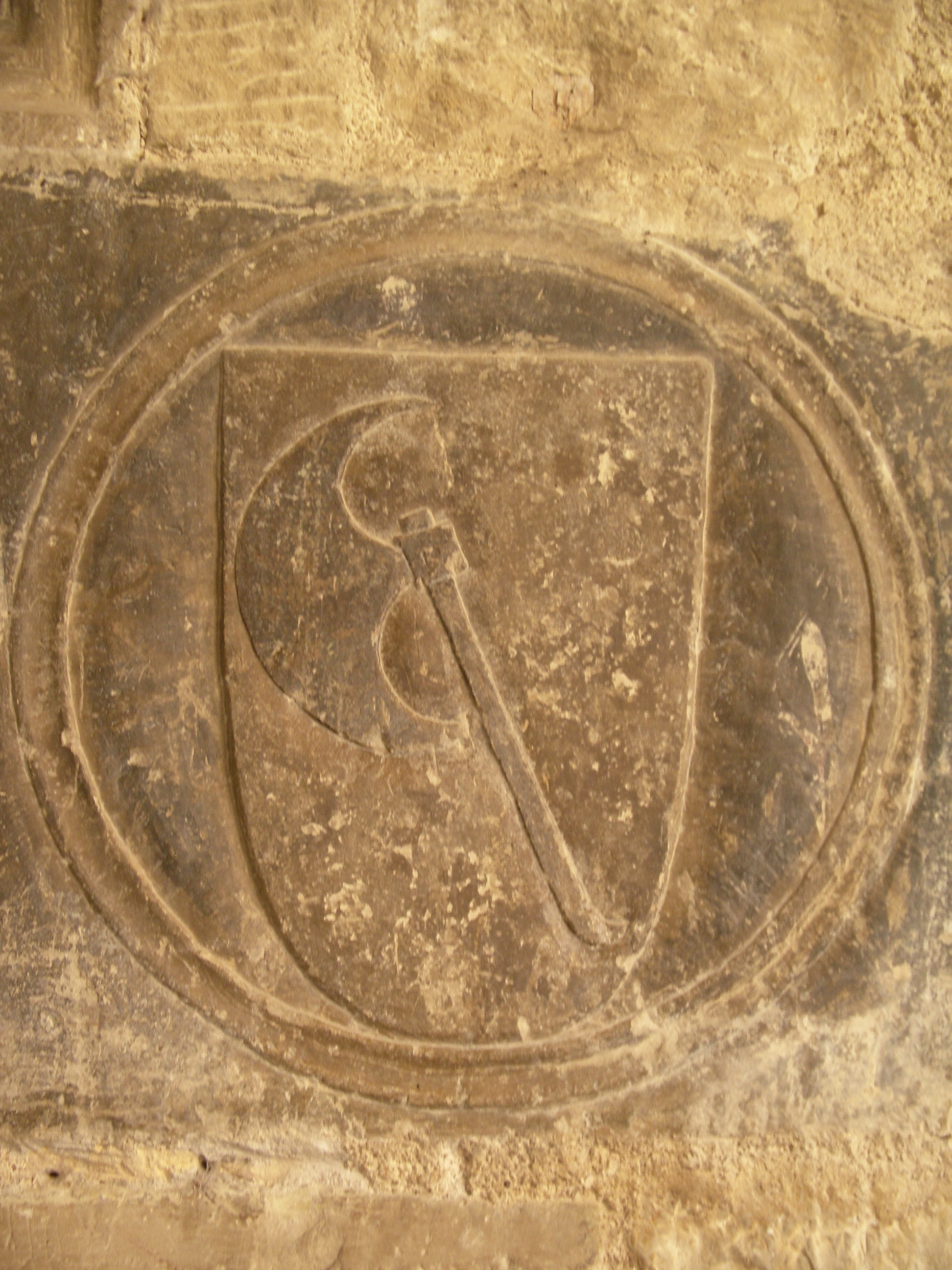
Symbol řádu ze 14. stol., jak je vyobrazen v katedrále v Tortose

Řád sekery (španělsky Orden de la Hacha), nebo též Řád paní z Tortosy byl prvním ženským rytířským řádem, který roku 1149 založil barcelonský hrabě Ramon Berenguer IV.
Řád byl založen během reconquisty, po obležení Tortosy roku 1148 Maury, kdy ženy zachránily město tím, že když bylo málo mužů, ženy se převlékly za muže, ozbrojily sekerami a zahnaly nájezdníky. K poctě těchto statečných žen tedy hrabě založil první rytířský řád, výhradně pro ženy a jeho členky obdařil řadou privilegií a osvobodil je od daní.
Řád byl vyhrazen pouze pro uvedené obránkyně a jejich dcery. Jeho symbolem byla červená sekera.